# غيلبرتو فلوريس
غيلبرتو فلوريس هو لاعب كرة قدم برازيلي، ولد في 5 يوليو 1983. لعب مع نيو إنجلاند ريفولوشن.